# 木村直樹 (サッカー選手)
木村 直樹（きむら なおき、1972年4月15日 - ）は、日本の元サッカー選手、サッカー指導者。

## 来歴
2007年に日本サッカー協会から公認B級コーチとして認定された（2006年に受講）。2025年4月よりディオッサ出雲FC
のコーチに就任した。

## 所属クラブ
- 町田JFC（東京都町田市）
- 1988年 - 1990年 光明学園相模原高等学校（神奈川県相模原市）
- 1991年 - 1993年 東邦チタニウムサッカー部（関東サッカーリーグ）
- 1994年 プリマハム土浦FC
- 1995年 - 2001年 リエゾン草津（群馬県サッカーリーグ）
- 2002年 - 2003年 ザスパ草津（2002年 群馬県サッカーリーグ/2003年 関東サッカーリーグ2部）

## 指導歴
- 2004年 ザスパ沼田ジュニアユース コーチスタッフ
- 2005年 - 2024年 ザスパ草津・チャレンジャーズ/ザスパ草津U-23/ザスパ草津チャレンジャーズ
  - 2005年 - 2007年 コーチ
  - 2008年 - 2024年 監督
- 2025年  ディオッサ出雲FCコーチ

## エピソード
- 1999年春、群馬県吾妻郡草津町で群馬県リーグ所属チームのリエゾン草津を運営していた専修学校の東日本サッカーアカデミーが経営難で閉鎖された。リエゾンの選手は4人しか残らなかったが、前年にリエゾンのキャプテンだった木村が監督となり、草津町内の企業の支援や元選手の復帰に奔走して、チームの存続にこぎ着けた。これがその後のザスパ草津の設立、及び選手が草津町内の企業で働いて運営費を捻出する独自の経営方針の成立につながっており、木村はザスパの歴史を語る上で欠かせない人物となっている[2]。現在もザスパU-23（チャレンジャー）チームの選手は草津温泉の各宿泊所・ホテルなどに勤務しながら活動を続けている。
- 関東リーグ2部でプレーした2003年シーズン限りで引退し、全国リーグでの活動は果たせなかった。日本フットボールリーグ(JFL)に昇格した2004年からザスパはチーム体制を改革し、トップチームは選手との契約をプロ契約に移行して拠点を前橋市に移した。続いて、2005年からはその下に従来通りにアマチュア契約の選手が草津町でチーム練習と地元企業での仕事を両立させる「チャレンジャーズチーム」を設立した。そのコーチとしてザスパは木村と契約し、木村は草津町に居住していた。
- 木村のようにリエゾンからザスパに移行した選手の中で、最後までザスパで現役を続け、J2リーグ戦出場を果たしたのは堺陽二だった。堺が引退した2007年からは、かつてのリエゾンを知る木村と堺の2人がU-23チームの指導を行った。